# Saint-Bazile-de-Meyssac
 Saint-Bazile-de-Meyssac  (en occitano Sent Mauvire) es una comuna y población de Francia, en la región de Lemosín, departamento de Corrèze, en el distrito de Brive-la-Gaillarde y cantón de Meyssac.
Su población en el censo de 2008 era de 157 habitantes.
Está integrada en la Communauté de communes des Villages du Midi Corrézien.

## Demografía
| 176 | 191 | 168 | 148 | 140 | 152 | 157 |
| Para los censos de 1962 a 1999 la población legal corresponde a la población sin duplicidades (Fuente: INSEE [Consultar]) |     |     |     |     |     |     |